# West Pittston
West Pittston è un borough degli Stati Uniti d'America, nello stato della Pennsylvania, nella Contea di Luzerne. Nel 2010 contava 4 868 abitanti. West Pittston è gemellata con la città italiana  di Gualdo Tadino.